# 北帕拉伊索
北帕拉伊苏是巴西巴拉那州的一个市镇。总面积204.565平方公里，总人口11743人，人口密度57.4人/平方公里。